# Bracon papaipemae
Bracon papaipemae är en stekelart som först beskrevs av Charles Joseph Gahan 1922.  Bracon papaipemae ingår i släktet Bracon och familjen bracksteklar. Inga underarter finns listade.